# Copa Korać
La Copa Korać de bàsquet (oficialment en anglès: FIBA Korać Cup) fou una competició esportiva d'equips europeus de bàsquet, creada la temporada 1971-72. De caràcter anual, estava organitzada per la FIBA Europa. Històricament, ha sigut la tercera competició europea de bàsquet per a clubs. La copa rebé el nom del jugador iugoslau Radivoj Korać, que morí en accident de trànsit. La darrera edició del torneig es realitzà la temporada 2001-02, després que la FIBA Europa reorganitzés les competicions europees. Fou substituïda per la Copa ULEB.
Els dominadors de la competició foren els clubs italians, iugoslaus i francesos, destacant el Pallacanestro Cantú amb quatre títols. El Club Joventut Badalona (1981 i 1990) i el Futbol Club Barcelona (1987 i 1999) la guanyaren en dues ocasions, respectivament.
El jugadors que han anotat més punts a les finals són:
1. Dražen Dalipagić (Partizan Belgrad) 48 punts vs. Bosna Sarajevo (final 1977-78)
2. Dražen Petrović (Cibona Zagreb) 47 punts vs. Real Madrid (tornada final 1987-88)
3. Dragan Kićanović (Partizan Belgrad) 41 punts vs. AMG Sebastiani Rieti (final 1978-79)
4. Nikola Plećaš (Lokomotiv Zagreb) 40 punts vs. OKK Belgrad (tornada final 1971-72)
5. Aleksandar Đorđević (Olimpia Milano) 38 punts vs. Pallacanestro Virtus Roma (tornada final 1992-93)
6. Antonello Riva (Pallacanestro Cantù) 36 punts vs. Partizan Belgrad (tornada final 1988-89)
7. Pace Mannion (Pallacanestro Cantù) 35 punts vs. Real Madrid (tornada final 1990-91)
8. Ed Murphy (CSP Limoges) 35 punts vs. Sibenka Sibenik (final 1981-82)
9. Ed Murphy (CSP Limoges) 34 punts vs. Sibenka Sibenik (final 1982-83)
10. Željko Jerkov (KK Spalato) 34 punts vs. Fortitudo Bologna (final 1976-77)
11. Dino Rađa (Pallacanestro Virtus Roma) 34 punts vs. Victoria Libertas Pesaro (anada final 1991-92)
12. Saša Obradović (Alba Berlín) 34 punts vs. Olimpia Milano (anada final 1994-95)
13. Teoman Alibegović (Alba Berlín) 34 punts vs. Olimpia Milano (tornada final 1994-95)

## Historial
| En negreta = Equip guanyador (1) = Nombre de títols 1-1 = Marcador campió-subcampió (pro.) = Prórroga Nota: Noms dels equips segons l'època |

| Edició | Temp.   | Data       | Campió                   | Resultat             | Finalista             | Seu                                             | refs. |
| ------ | ------- | ---------- | ------------------------ | -------------------- | --------------------- | ----------------------------------------------- | ----- |
| I      | 1971-72 | N/D        | Lokomotiva Zagreb (1)    | 83-71 / 94-73        | OKK Beograd           | Belgrad / Zagreb                                |       |
| II     | 1972-73 | N/D        | Birra Forst Cantù (1)    | 106-75 / 94-85       | Maes Pils Mechelen    | Cantú / Mechelen                                |       |
| III    | 1973-74 | N/D        | Birra Forst Cantù (2)    | 99-86 / 68-75        | Partizan Beograd      | Cantú / Belgrad                                 |       |
| IV     | 1974-75 | N/D        | Birra Forst Cantù (3)    | 69-71 / 110-85       | FC Barcelona          | Palau Blaugrana, Barcelona / Cantú              | [ 1 ] |
| V      | 1975-76 | N/D        | Jugoplastika Split (1)   | 97-84 / 82-82        | Chinamartini Torino   | Split / Torí                                    |       |
| VI     | 1976-77 | 05-04-1977 | Jugoplastika Split (2)   | 87-84                | Alco Bologna          | Palasport della Fiera, Gènova                   |       |
| VII    | 1977-78 | 21-03-1978 | Partizan Beograd (1)     | 117-110              | Bosna Sarajevo        | Sportska dvorana Borik, Banja Luka              |       |
| VIII   | 1978-79 | 20-03-1979 | Partizan Beograd (2)     | 108-98               | Arrigoni Rieti        | Hala Pionir, Belgrad                            |       |
| IX     | 1979-80 | 26-03-1980 | Arrigoni Rieti (1)       | 76-71                | Cibona Zagreb         | Country Hall du Sart Tilman, Lieja              |       |
| X      | 1980-81 | 19-03-1981 | Joventut Freixenet (1)   | 105-104              | Carrera Venezia       | Palau Blaugrana, Barcelona                      | [ 2 ] |
| XI     | 1981-82 | 18-03-1982 | Limoges (1)              | 90-84                | Šibenik               | Palasport San Lazzaro, Pàdua                    |       |
| XII    | 1982-83 | 08-03-1983 | Limoges (2)              | 94-86                | Šibenik               | Deutschlandhalle, Berlín Oest                   |       |
| XIII   | 1983-84 | 15-03-1984 | Pau-Orthez (1)           | 97-73                | Estrella Roja Beograd | Palais des sports Pierre-de-Coubertin, París    |       |
| XIV    | 1984-85 | 21-03-1985 | Simac Milano (1)         | 91-78                | Ciaocrem Varese       | Palais du Midi, Brussel·les                     |       |
| XV     | 1985-86 | N/D        | Banco di Roma Virtus (1) | 78-84 / 73-72        | Mobilgirgi Caserta    | Caserta / Roma                                  |       |
| XVI    | 1986-87 | N/D        | FC Barcelona (1)         | 106-85 / 86-97       | Limoges               | Palau Blaugrana, Barcelona / Limoges            | [ 3 ] |
| XVII   | 1987-88 | N/D        | Reial Madrid (1)         | 102-89 / 94-93       | Cibona Zagreb         | Palau d'Esports, Madrid / Zagreb                | [ 4 ] |
| XVIII  | 1988-89 | N/D        | Partizan Beograd (3)     | 89-76 / 101-82       | Wiwa Vismara Cantù    | Cantú / Belgrad                                 |       |
| XIX    | 1989-90 | N/D        | RAM Joventut (1)         | 98-99 / 98-86        | Scavolini Pesaro      | Pesaro / Pavelló dels Països Catalans, Badalona | [ 5 ] |
| XX     | 1990-91 | N/D        | Clear Cantú (4)          | 71-73 / 95-93 (pro.) | Reial Madrid          | Palau d'Esports, Madrid / Cantú                 | [ 6 ] |
| XXI    | 1991-92 | N/D        | il Messaggero Roma (2)   | 94-94 / 86-99        | Scavolini Pesaro      | PalaEUR, Roma / Palasport Comunale, Pesaro      |       |
| XXII   | 1992-93 | N/D        | Philips Milano (2)       | 90-95 / 106-91       | il Messaggero Roma    | PalaEUR, Roma / Mediolanum Forum, Milà          |       |
| XXIII  | 1993-94 | N/D        | PAOK Bravo (1)           | 75-66 / 91-100       | Stefanel Trieste      | Tessalònica / Trieste                           |       |
| XXIV   | 1994-95 | N/D        | Alba Berlin (1)          | 87-87 / 85-79        | Stefanel Milano       | Milà / Berlín                                   |       |
| XXV    | 1995-96 | N/D        | Efes Pilsen (1)          | 76-68 / 77-70        | Stefanel Milano       | Istambul / Milà                                 |       |
| XXVI   | 1996-97 | N/D        | Aris Tessàlonica (1)     | 77-66 / 88-70        | Tofas Bursa           | Bursa / Tessalònica                             |       |
| XXVII  | 1997-98 | N/D        | Riello Mash Verona (1)   | 68-74 / 64-73        | Estrella Roja Belgrad | Verona / Belgrad                                |       |
| XXVIII | 1998-99 | N/D        | FC Barcelona (2)         | 93-77 / 97-70        | Estudiantes           | Madrid / Palau Blaugrana, Barcelona             | [ 7 ] |
| XXIX   | 1999-00 | N/D        | Limoges (3)              | 80-58 / 60-51        | Unicaja Málaga        | Limoges / Màlaga                                |       |
| XXX    | 2000-01 | N/D        | Unicaja Málaga (1)       | 77-47 / 69-71        | KK Hemofarm Vrsac     | Màlaga / Vršac                                  |       |
| XXXI   | 2001-02 | N/D        | Nancy (1)                | 98-72 / 95-74        | Lokomotiv Rostov      | Nancy / Krasnodar                               |       |